# Sendowsche Vermutung
Die Sendowsche Vermutung, oft auch als Ilieff-Vermutung oder Ilieff-Sendow-Vermutung bezeichnet, ist eine bislang unbewiesene Vermutung der Funktionentheorie, die im Jahr 1958 durch den bulgarischen Mathematiker Blagowest Sendow (1932–2020) erstmals aufgestellt wurde.

## Inhalt der Sendowschen Vermutung
Es wird ein Polynom P {\displaystyle n}-ten Grades
{\displaystyle P(z)=(z-r_{1})\cdots (z-r_{n}),\qquad (n\geq 2)}
mit Nullstellen {\displaystyle r_{1},\ldots r_{n}} aus dem Einheitskreis der komplexen Zahlenebene betrachtet. Diese Nullstellen müssen nicht verschieden sein.
Nun wird die erste Ableitung {\displaystyle P'} des Polynoms {\displaystyle P} gebildet.
{\displaystyle P'} ist ein Polynom vom Grad {\displaystyle n-1}.
Nach dem Satz von Gauß-Lucas liegen die Nullstellen dieses neuen Polynoms {\displaystyle P'} alle in der konvexen Hülle der Nullstellen des Polynoms  {\displaystyle P}, also auch innerhalb des Einheitskreises.
Die Sendowsche Vermutung besagt, dass es für jede Nullstelle {\displaystyle r} von {\displaystyle P} eine Nullstelle {\displaystyle z} von {\displaystyle P'} gibt (also einen kritischen Punkt), deren Abstand zueinander kleiner oder gleich 1 ist: {\displaystyle |z-r|\leq 1}.
Obwohl diese Vermutung wie eine Selbstverständlichkeit anmutet, ist sie bis heute (2020) nicht vollständig bewiesen.
Beweise wurden erbracht für Polynome bis zum Grad 10.
Außerdem wurde für Polynome beliebigen Grades bewiesen, dass sich jeweils mindestens eine Nullstelle der ersten Ableitung des Polynoms innerhalb eines Radius von 1,08331641 um eine Nullstelle des Polynoms befindet, also mit den obigen Bezeichnungen {\displaystyle |z-r|\leq 1,08331641}.
Ein Beweis für Polynome des Grades > 10 mit Radius = 1 um die Nullstellen konnte bisher noch nicht gefunden werden.

## Geschichte
Blagowest Sendow äußerte die nach ihm benannte Vermutung im Jahr 1958 gegenüber Nikola Obreschkow, bei dem er wissenschaftlicher Assistent war.
1967 bezeichnete Walter Hayman in seiner Veröffentlichung die Sendow-Vermutung irrtümlich als Ilieff-Vermutung, seitdem gibt es diese Namensvielfalt.
Viele Mathematiker auf der ganzen Welt haben versucht diese Vermutung zu beweisen, bisher nur mit Teilerfolgen.
1969 bewiesen A. Meir und A. Sharma die Vermutung für Polynome mit einem Grad kleiner als 6.
1985 bewiesen B. Bojanov, Q. Rahman, und J. Szynal die Vermutung für Polynome beliebigen Grades für einen Radius von 1,08331641.
1991 bewies J. Brown die Vermutung für Polynome mit einem Grad kleiner als 7.
1996 bewies I. Borcea die Vermutung für Polynome mit einem Grad kleiner als 8.
1999 bewiesen J. Brown und G. Xiang die Vermutung für Polynome mit einem Grad kleiner als 9.
Der Beweis der Vermutung für Polynome 9. Grades gelang Zaizhao Meng im Jahr 2018.
Den Beweis für Polynome 10. Grades erbrachte Dinesh Sharma Bhattarai im Jahr 2019.